# Odessa (Florida)
Odessa ist  ein census-designated place (CDP) im Pasco County im US-Bundesstaat Florida. Das U.S. Census Bureau hat bei der Volkszählung 2020 eine Einwohnerzahl von 8.080 ermittelt. 

## Geographie
Odessa liegt rund 40 km südwestlich von Dade City sowie etwa 30 km nördlich von Tampa. Der CDP wird von den Florida State Roads 54 und 589 (Suncoast Parkway, mautpflichtig) durchquert bzw. tangiert.

## Demographische Daten
Laut der Volkszählung 2010 verteilten sich die damaligen 7267 Einwohner auf 2889 Haushalte. Die Bevölkerungsdichte lag bei 530,4 Einw./km². 87,6 % der Bevölkerung bezeichneten sich als Weiße, 4,1 % als Afroamerikaner, 0,4 % als Indianer und 4,1 % als Asian Americans. 1,5 % gaben die Angehörigkeit zu einer anderen Ethnie und 2,2 % zu mehreren Ethnien an. 13,7 % der Bevölkerung bestand aus Hispanics oder Latinos.
Im Jahr 2010 lebten in 41,0 % aller Haushalte Kinder unter 18 Jahren sowie 17,0 % aller Haushalte Personen mit mindestens 65 Jahren. 76,4 % der Haushalte waren Familienhaushalte (bestehend aus verheirateten Paaren mit oder ohne Nachkommen bzw. einem Elternteil mit Nachkomme). Die durchschnittliche Größe eines Haushalts lag bei 2,76 Personen und die durchschnittliche Familiengröße bei 3,12 Personen.
29,0 % der Bevölkerung waren jünger als 20 Jahre, 25,5 % waren 20 bis 39 Jahre alt, 32,5 % waren 40 bis 59 Jahre alt und 13,0 % waren mindestens 60 Jahre alt. Das mittlere Alter betrug 38 Jahre. 50,0 % der Bevölkerung waren männlich und 50,0 % weiblich.
Das durchschnittliche Jahreseinkommen lag bei 65.510 $, dabei lebten 7,4 % der Bevölkerung unter der Armutsgrenze.
Im Jahr 2000 war englisch die Muttersprache von 95,76 % der Bevölkerung, spanisch sprachen 3,46 % und 0,82 % sprachen deutsch.